# Codice di procedura penale italiano del 1930
Il codice di procedura penale italiano del 1930, approvato con il regio decreto 1399 del 19 ottobre 1930, era la raccolta sistematica delle norme disciplinanti le modalità di svolgimento del processo penale in Italia dal 1930 al 1988. Esso sostituì l'analogo codice di procedura penale del 1913.

## Storia
L'arrivo al potere di Benito Mussolini nel 1922 diedero inizio ad una progressiva riforma in senso autoritario della giustizia italiana, con la magistratura riportata progressivamente sotto il controllo del potere politico, da cui si era progressivamente svincolata nel corso dello Stato liberale. Ciò ebbe inizio con un regio decreto-legge del 1923, con il quale si attribuì al governo il potere di nominare tutti i membri del Consiglio Superiore della Magistratura (CSM).
Con l'approvazione delle leggi fascistissime e l'instaurazione della dittatura fascista, il Codice di procedura penale del 1913, basato su principi liberali e su di un sistema parzialmente accusatorio, divenne inadeguato agli occhi del legislatore fascista, che provvide a sostituirlo con un nuovo testo, di marca chiaramente inquisitoria. Esso fu promulgato con il Regio decreto 19 ottobre 1930 ed entrò in vigore il 1º gennaio 1931.

## Contenuto
Nella sua Relazione al Re Vittorio Emanuele III sul nuovo Codice, il ministro di Grazia e Giustizia Alfredo Rocco dichiarava di proporsi un "giusto equilibrio" tra gli interessi dello Stato e quelli dell'imputato. Nei fatti il diritto di difesa fu eliminato nella fase istruttoria, che tornò ad essere totalmente segreta; il pubblico ministero, dipendente dal potere esecutivo, ottenne i medesimi poteri coercitivi che erano esercitati dal giudice istruttore.
Il pubblico ministero, dopo aver lui stesso accertato che era evidente la prova di reità, conduceva un'istruzione denominata sommaria, nella quale poteva, tra l'altro, con le stesse prerogative del giudice, limitare la libertà personale dell'imputato, assumere in segreto le prove e decidere di rinviare l'imputato medesimo a giudizio. In alternativa a tale rito si svolgeva l'istruzione formale, nella quale il giudice istruttore procedeva d'ufficio alla ricerca delle prove, che assumeva in segreto, e decideva se rinviare l'imputato a giudizio. Infine, il giudice del dibattimento nella decisione poteva utilizzare tutti i verbali degli atti raccolti in segreto nelle fasi anteriori.
Il pubblico ministero, dipendente dal ministro della giustizia, poteva archiviare direttamente le denunce senza chiedere più l'autorizzazione del giudice; veniva abolito l'istituto della scarcerazione automatica dell'imputato per decorrenza dei termini massimi. Fu abolita anche la giuria popolare, sostituita dalla Corte d'Assise, composta da due giudici togati e cinque giudici popolari.

## Composizione
Esso constava di 675 articoli, compresi in cinque libri: 
- disposizioni generali;
- istruzione;
- giudizio;
- esecuzione;
- rapporti giurisdizionali con autorità straniere.

## Modificazioni eNovelle
Il lungo periodo di riforma del codice di procedura penale del 1930 iniziò con il regio decreto-legge 20 gennaio 1944, n. 45, che limitava i poteri della polizia in tema di fermo e sottrasse al pubblico ministero il potere di archiviare le denunce in maniera insindacabile.
Un decreto del ministro della giustizia Umberto Tupini del 2 gennaio 1945 delineò un processo di revisione della disciplina del processo penale articolata in due fasi. Una prima serie di interventi sarebbe stata mirata all'eliminazione di quelle norme in cui era maggiormente evidente l'impronta del regime fascista. In un secondo momento si sarebbe giunti all'elaborazione di un nuovo codice, sul solco del codice di ispirazione liberale del 1913.
Un primo progetto di aggiornamento del codice richiese alcuni anni di lavoro e dovette coordinarsi col testo della nuova Costituzione, che nel frattempo era entrata in vigore (1º gennaio 1948). Tale progetto, pubblicato nel 1950, non ebbe tuttavia seguito a livello parlamentare. Solo nel 1952 il progetto fu ripreso e contribuì alla realizzazione della prima riforma del Codice Rocco. Questa prima parziale riforma del processo penale, conosciuta anche come "piccola riforma", riguardò un centinaio di articoli del codice del 1930 ed entrò in vigore con la legge 18 giugno 1955, n. 517: venne ripristinata la partecipazione del difensore nell'istruzione, migliorata la disciplina delle notificazioni, riproposta la categoria delle nullità insanabili, limitati i casi di obbligatorietà del mandato di cattura, disciplinato il fermo di polizia giudiziaria e reintrodotto l'istituto della scarcerazione automatica per decorrenza dei termini. Un'altra importante riforma del codice fu apportata dalla legge 23 maggio 1960, n. 504, sulla riparazione dell'errore giudiziario.
Un'ulteriore fase di modifica fu inaugurata dalla Corte costituzionale, la quale, iniziando i suoi lavori nel 1956, apportò un notevole contributo alla modifica della normativa processuale penale. Negli anni successivi alla sua entrata in funzione, la Corte pronunciò oltre cento declaratorie di incostituzionalità sulle disposizioni del Codice.
La seconda fase del processo di revisione del codice delineato nel 1945 fu rilanciata nel 1962, mediante l'istituzione di una Commissione ministeriale, presieduta da Francesco Carnelutti, che avrebbe dovuto procedere ad una radicale riforma del processo penale. Il progetto elaborato dalla commissione non ebbe comunque seguito.
Nel 1963 il Governo Leone I presentò un disegno di legge delega al Parlamento che includeva, tra l'altro, la riforma del codice di procedura penale; esso non fu mai posto in discussione. Nel 1966 la Commissione Giustizia della Camera dei deputati iniziò ad esaminare un disegno di legge delega proposto dal Ministro di Grazie e giustizia Oronzo Reale, ma anch'esso non fu mai posto in votazione. Un ulteriore disegno di legge fu poi discusso nella V legislatura, di nuovo senza alcun esito.
Nella VI legislatura fu approvata la legge 3 aprile 1974, n. 108, con il quale il governo riceveva la delega all'introduzione di un nuovo codice di procedura penale. Una commissione istituita dal Ministro di Grazia e giustizia Mario Zagari e presieduta dal professor Gian Domenico Pisapia iniziò i suoi lavori nell'ottobre del 1974 e presentò il testo del Progetto preliminare nel marzo del 1978. Il Progetto naufragò in seguito al rapimento di Aldo Moro da parte delle Brigate Rosse, che rese irragionevole una riforma in senso garantista del codice. Seguirono nei due anni successivi norme di emergenza a difesa dell'ordinamento democratico contro il terrorismo.

## Abrogazione
Nel 1980, debellato il terrorismo, il Ministro di Grazia e giustizia Adolfo Sarti presentò alla Commissione Giustizia della Camera un complesso di quaranta emendamenti, che di fatto venivano a configurarsi come una nuova delega; la Commissione istituì un comitato ristretto, che elaborò un nuovo disegno di legge delega, approvato come legge 16 febbraio 1987, n. 81. Una nuova commissione fu nominata dal Ministro della giustizia Giuliano Vassalli e presieduta dal professor Pisapia: essa elaborò un progetto preliminare, che ricevette il parere favorevole delle Commissioni Giustizia della Camera e del Senato. Il nuovo Codice di procedura penale fu infine promulgato con il Decreto del Presidente della Repubblica 22 settembre 1988 ed entrò in vigore il 24 ottobre 1989.